# 御年寄
御年寄是日本江戶時代德川幕府大奧的「女中」（日文汉字词汇，意即侍女）阶层的一種役職稱谓。江戶城以外大名家大奥的女中阶层也套用了同樣的役職名。

## 釋名
御年寄的职级相當于幕府的“老中”（日文词汇，江户幕府时期官职名）。
大年寄:相當於表的大老，職级在御年寄之上，與大上膈列同等級。
御老女席:相當於表的若年寄。
此三者易被混淆，但職務不同。

## 職務與地位
御年寄负责主理大奧的一切事務，自中年寄以下所有女中都受其管轄。“御年寄”这一職級一共有7个名额。七名御年寄輪流值月，經商議後共同決定大奧內的大小事項。值月時，御年寄由上午10時至下午4時坐在「千鳥之間」的煙草盆前，聽取“表使”、“御右筆”等下级的匯報，並下達各項指令； 或在「御廣座敷」與老中、表役人論事。
每位御年寄都會近身跟隨并专门服侍大奧中某个重要人物（如將軍、御台所、側室、將軍生母等）。附屬於將軍的御年寄會充當“筆頭御年寄”的角色。筆頭御年寄是七名御年寄之中權力及地位最高的人，在後世的歷史小說和相关電視連續劇把她們稱作「大奧總取締」(總取締为日文词汇，意即「總管事」），然而在当时并没有「大奧總取締」的称呼。
筆頭御年寄一方面主导管理大奧的運作，另一方面亦能反映大奧中真正的當權者是誰。大多數筆頭御年寄都代表著將軍的權力，但有些則代表其他大奧中重要人物（如七代將軍德川家繼時的繪島，她實際上是將軍生母月光院在大奧中的代理人）。
除了大奧內的公務，  御年寄亦經常代表將軍家向各大名傳達幕府的意向，又多和老中秘密結盟，還作為幕臣之一議政，政治上具有相當影響力（如歷任十三、十四代將軍時的瀧山，運用其能力與老中推舉德川慶福成為第十四代將軍）。在江戶時代以男性為主導的社會裡，御年寄是唯一能夠直接參與政治的女性。因此，御年寄身份上雖然不及“御台所”和“上臈御年寄”尊貴，但是却是大奧中權力的实际掌控者，連將軍也對之忌憚三分。

## 待遇
大奧女中的居室位於長局。御年寄和上臈御年寄一樣，住在高級女中的居處「一之側」。除了有獨立居室外、還有專用的廁所、浴室和廚房，約十間面積的客廳，居處總面積達三十五間。她們可以僱用大約十數個「部屋方」（日文，意为佣人）服侍自己，當中包括最多三名的男性傭人（日語中的正式職稱為），負責為御年寄對外採購私人雜物。
御年寄的俸祿以「合力金」、「切米」、「炭」、「五菜銀」為主，一年的俸祿大約相當於一百石，個別還有封地和封地內的租稅收入。外出時的排場相當於十萬石的官職。

## 有名的御年寄列表
- 春日局（第3代將軍御年寄）
- 矢島局（第4代將軍御年寄）
- 右衛門佐（第5代將軍上臈御年寄）
- 繪島（第7代將軍御年寄）
- 宮路（第8代將軍御年寄）
- 大崎（第11代將軍御年寄）
- 姊小路（第12代將軍上臈御年寄）
- 瀧山（第13、14代將軍御年寄）
- 幾島（第13代將軍正室天璋院的御年寄）